# Anders Cederström i Beatelund
Anders Cederström, född 5 mars 1805 i Huddinge socken, död 8 april 1885 i Stockholm, var en svensk godsägare och riksdagsman. Han var son till friherren och understallmästaren Anders Cederström och far till riksdagsmannen Anders Cederström i Sanda.
Cederström blev student vid Uppsala universitet 1821 och avlade examen till rättegångsverken 1827. Han blev verksam som e.o. kanslist i Justitierevisionen samma år och blev senare vice häradshövding. Han var ägare till godset Beatelund i Stockholms län. I riksdagen var han ledamot av ridderskapet och adeln vid ståndsriksdagarna 1834/35, 1840/41, 1844/45, 1847/48, 1850/51, 1853/54, 1856/58, 1859/60, 1862/63 och 1865/66. Efter dess avskaffande var han ledamot av första kammaren 1867–1875 för Stockholms läns valkrets.